# Dżabrin
Dżabrin (arab. جبرين) – miasto w centralnej części Omanu, w gubernatorstwie Ad Dakhiliyah. Według danych na 2010 rok miasto zamieszkiwało 1109 osób. Miasto znajduje się w odległości 180 km od stolicy kraju, Maskatu.